# لوري ميتشيل
لوري ميتشيل (بالإنجليزية: Laurie Mitchell)‏ هي عارضة وممثلة أمريكية، ولدت في 14 يوليو 1928 في نيويورك في الولايات المتحدة، وتوفيت في 20 سبتمبر 2018 في بيرريس في الولايات المتحدة بسبب مرض.

## وصلات خارجية
- لوري ميتشيل على موقع IMDb (الإنجليزية)
- لوري ميتشيل على موقع روتن توميتوز (الإنجليزية)
- لوري ميتشيل على موقع قاعدة بيانات الفيلم (الإنجليزية)
- لوري ميتشيل على موقع كينوبويسك (الروسية)